# 6026 Ксенофан
6026 Ксенофан (6026 Xenophanes) — астероїд головного поясу, відкритий 23 січня 1993 року.
Тіссеранів параметр щодо Юпітера — 3,305.
Названо на честь Ксенофана (грец. Ξενοφάνης) (бл. 570 — бл. 470 до н. е.) — давньогрецького мандрівного поета і філософа.